# Simulium ambigens
Simulium ambigens es una especie de insecto del género Simulium, familia Simuliidae, orden Diptera.
Fue descrita científicamente por Definado en 1969.